# سياران كيني
سياران كيني (بالإنجليزية: Ciarán Kenny)‏ هو لاعب قذف أيرلندي، ولد في 14 أغسطس 1984 في Kilmuckridge ‏ في جمهورية أيرلندا.